# Jezioro ramienicowe

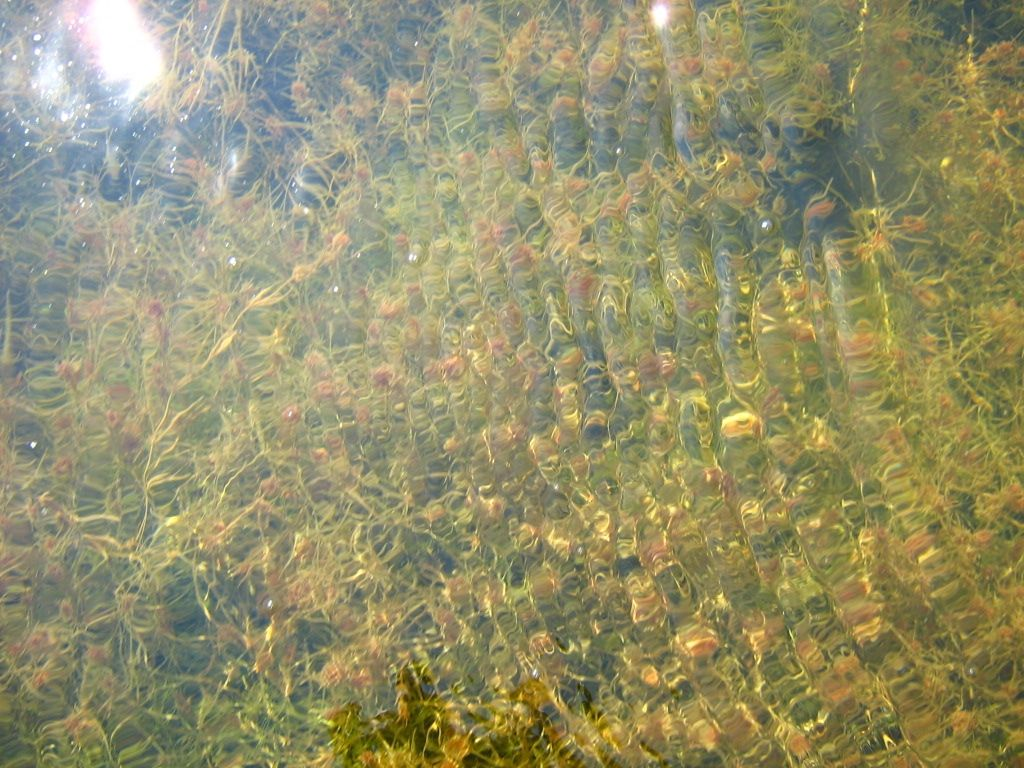
Podwodna łąka ramienicowa – Jezioro Woszczelskie

Jezioro ramienicowe – typ zbiornika wodnego charakteryzujący się warunkami sprzyjającymi rozwojowi łąk ramienicowych, czyli podwodnych zbiorowisk roślinnych zdominowanych przez ramienice.

## Charakterystyka
Ramienice mogą występować w różnych warunkach, jednak jeziora ramienicowe zwykle charakteryzują się niewielką trofią przy stosunkowo dużej zawartości substancji mineralnych, zwłaszcza jonów wapnia odpowiadających za znaczną twardość wody. Woda taka zawiera stosunkowo niedużo substancji organicznych, więc jest przezroczysta, a strefa eufotyczna sięga głęboko (w polskich jeziorach maksymalnie 10 m), umożliwiając rozwój podwodnych zbiorowisk makrofitów. Woda przybiera barwę szmaragdową. Osady jeziorne mogą mieć różny charakter, gdyż ramienice większość biogenów pobierają z wody, przy czym ich struktura może wpływać na skład gatunkowy. Często jest to gytia węglanowa, a nawet kreda jeziorna, gdyż powstają one ze szczątków ramienic zawierających dużo węglanu wapnia. Łąki ramienicowe, produkując dużo biomasy inkrustowanej minerałami wapnia, mogą odgrywać dużą rolę w wypłycaniu i ostatecznym lądowaceniu jezior. Istnienie łąk ramienicowych spowalnia eutrofizację, gdyż biogeny są akumulowane w ich biomasie, także pod postacią trudno rozpuszczalnego fosforanu wapnia, fotosynteza natlenia strefę denną, a pokrycie dna utrudnia resuspensję osadów. Warunki takie sprzyjają życiu tlenolubnych ryb z podrodziny siejowatych. W miarę eutrofizacji warunki stają się coraz mniej sprzyjające łąkom ramienicowym, m.in. przez zmętnienie wody (dopływ substancji humusowych, rozwój planktonu) i ułatwienie rozwoju innych typów roślinności. 
Warunki hydrochemiczne pozwalają na wyróżnienie dwóch typów jezior ramienicowych – żyźniejszych, o większej zawartości wapnia i o bardziej zasadowym odczynie, zasiedlanych głównie przez zbiorowiska ze związku zespołów roślinnych Charion fragilis oraz uboższych, o mniejszej zawartości wapnia i bardziej obojętnym odczynie, zasiedlanych głównie przez zbiorowiska ze związku Nitellion flexilis.

## Występowanie
Jeziora i stawy ramienicowe występują w całej Polsce, z przewagą w strefie pojezierzy. Najczęstsze są w Polsce północno-wschodniej, a także w Wielkopolsce, na Pojezierzu Drawieńskim i Lubelszczyźnie.

## Syntaksonomia
W jeziorach ramienicowych występują różne zbiorowiska roślinności wodnej i szuwarowej. Kluczowe znaczenie ma duży udział łąk ramienicowych, czyli zbiorowisk (nierzadko istniejących jako jednogatunkowe agregacje) z klasy Charetea.

## Zagrożenia i ochrona
Jeziora ramienicowe w krajach członkowskich Unii Europejskiej stanowią siedlisko przyrodnicze wymagające ochrony w sieci obszarów Natura 2000, noszące nazwę – twardowodne oligo- i mezotroficzne zbiorniki wodne z podwodnymi łąkami ramienic Charetea (kod 3140). Dwie odmiany jezior znajdują odzwierciedlenie w podziale siedliska na dwa podtypy:
- 3140-1 – zbiorowiska ramienic ze związku Charion fragilis w silnie zmineralizowanych, zasadowych wodach oligo– i mezotroficznych
- 3140-2 – zbiorowiska ramienic ze związku Nitellion flexilis w słabo zmineralizowanych wodach oligo- i mezotroficznych.

## Jeziora ramienicowe w typologii Ramowej Dyrektywy Wodnej
W związku z implementacją Ramowej Dyrektywy Wodnej w Polsce pojęcie "jezioro ramienicowe" zyskało odmienne znaczenie. Polskie jeziora na potrzeby zastosowań tej dyrektywy podzielono na następujące typy: I – jeziora o wodach miękkich, tzw. lobeliowe, II – jeziora o wodach bogatych w wapń, tzw. ramienicowe głębokie, III – jeziora o wodach bogatych w wapń, tzw. ramienicowe płytkie, IV – jeziora łęczyńsko-włodawskie. Związane jest to założeniem, że potencjalnie pożądanym stanem typowych jezior jest jezioro oligotroficzne lub mezotroficzne, co w przypadku wód o twardej wodzie oznaczałoby typowe jezioro ramienicowe.